# Charles Chaumet

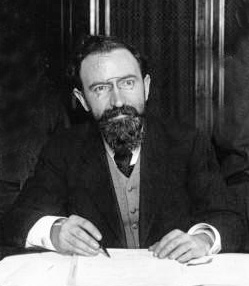
Charles Chaumet 1911

Charles Chaumet, in manchen Quellen auch Jean Chaumet, (* 21. Februar 1866 in Prignac-et-Marcamps; † 27. Januar 1932 in Paris) war ein französischer Politiker der Dritten Republik. Er war zwischen 1917 und 1925 Minister in mehreren Kabinetten.

## Leben
Charles Chaumet, Sohn des Lehrers Denis Victor Chaumet und von Marguerite Thibaut, studierte Jura in Bordeaux und ging dann in den Journalismus. Er wurde Redakteur bei La Gironde und später Chefredakteur von L’Avenir. Er gründete die gewerkschaftliche Zeitung La Tribune Ouvrière und später La Tribune Agricole (heute Le Monde Agricole).
Chaumet wurde erstmals 1902 als Vertreter der Gironde in die Abgeordnetenkammer gewählt (wiedergewählt 1906, 1910 und 1914) und befasste sich dort mit Gesundheitsfragen. 1911 wurde er im Kabinett Monis als Sous-secrétaires d’État für Post- und Telegraphie erstmals Regierungsmitglied. Diese Funktion übte er in mehreren Kabinetten bis 1913 aus. 1917 (also mitten im Krieg) übernahm er in den Kabinetten Ribot V und Painlevé I das Marineministerium. In der Zeit als Abgeordneter gehörte er wechselnden Fraktionen an; so der Alliance démocratique, der Parti républicain, radical et radical-socialiste und den Radicaaux indépendants.
Bei den Parlamentswahlen 1919 erlitt er eine Niederlage. 1923 wurde er in den Senat gewählt, wo er bis zu seinem Tod 1932 verblieb. Im Senat gründete er die Union démocratique et radicale und führte die Fraktion bis 1930. 1925 berief ihn Paul Painlevé als Minister für Handel und Industrie in sein Kabinett.
Chaumet war Vorsitzender und Lobbyist wichtiger Organisationen und Unternehmen, wie der Ligue maritime et coloniale (See- und Kolonialliga), der Chargeurs réunis, der Association des grands ports français (Verband der großen französischen Häfen), der Union des chambres de commerce maritimes (Union der maritimen Handelskammern) und des Comité interparlementaire du commerce (Interparlamentarischer Ausschuss für Handel).

## Nachruf
« Wir verneigen uns tief vor dem Andenken dieses Mannes, der es verstand, mit seiner gascognischen Feinheit hohe Eigenschaften des Herzens und des Geistes zu verbinden. Er verlässt uns nach einem Leben, das von glühenden Überzeugungen und gesundem Menschenverstand geprägt war. Wir sollten über sein Beispiel der Mäßigung und der Weisheit nachdenken, das er uns hinterlässt. »

## Werke
- Socialistes et anarchistes, 1894.
- La Politique nouvelle, 1930.